# La Luciana
La Luciana è un film italiano del 1954 diretto da Domenico Gambino, qui al suo ultimo film, tratto dall'omonima canzone napoletana.

## Produzione
Il film, a carattere musicale, rientra nel filone del melodramma strappalacrime, allora in voga tra il pubblico italiano, in seguito ribattezzato dalla critica con il termine neorealismo d'appendice.